# 톱밥

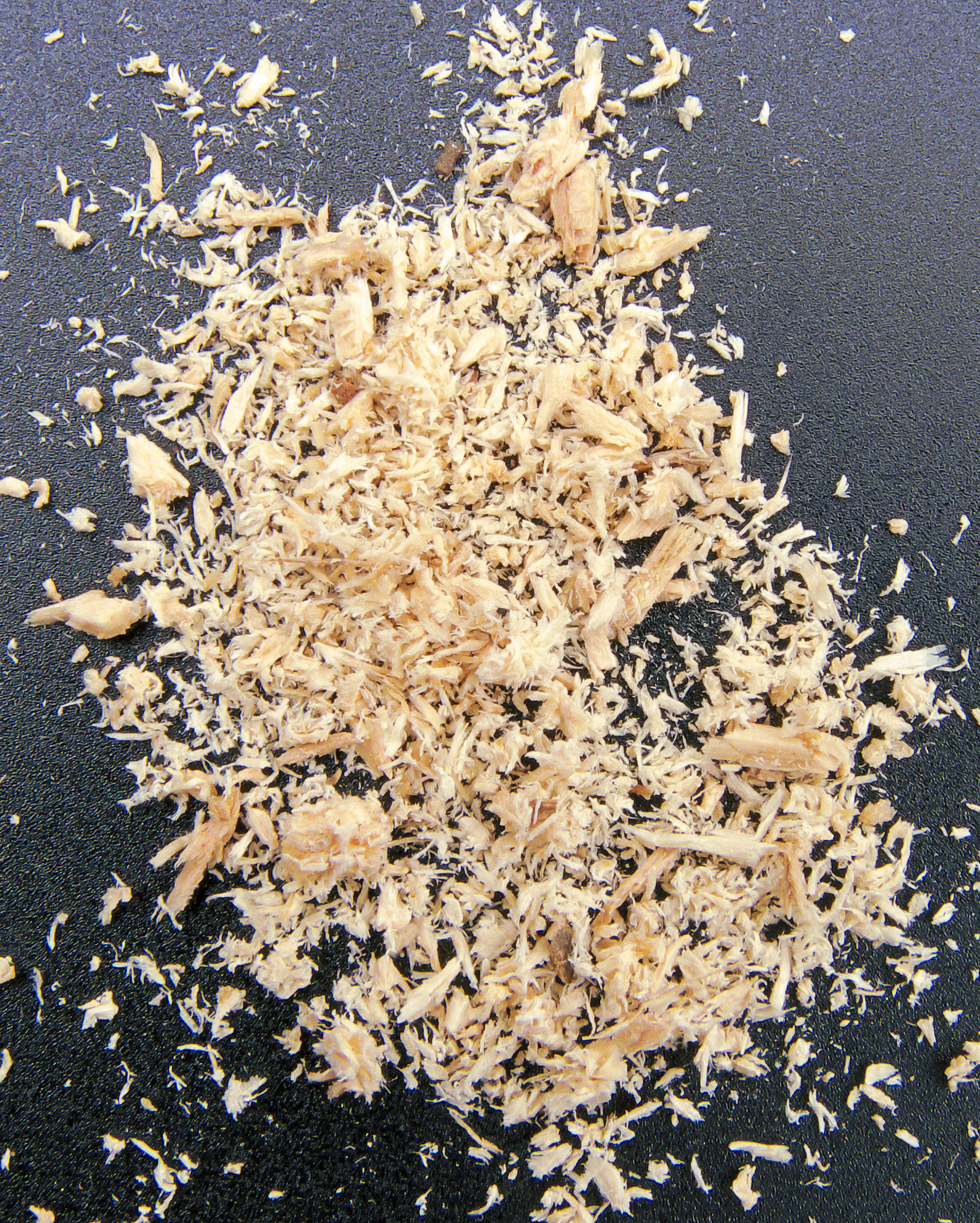

톱밥(문화어: 나무밥; 영어: sawdust)은 절단, 연마, 사포질 따위 목재를 가공하는 과정에서 발생하는 부산물이다. 고운 목재 입자로 구성되어 있다. 가연성이 크기 때문에 산업재해의 원인이 될 수 있다. 파티클보드의 재료이다. 미세한 톱밥 가루가 폐에 들어가 쌓임으로 폐 질환을 일으킬 수도 있다.

## 같이 보기
- 비소
- 폼알데하이드